# Leto (nome)
Leto  è un nome proprio di persona italiano maschile e femminile.

## Varianti
Varianti del maschile
- Francese: Lié[1]
- Italiano: Lieto[2][3][4]
  - Femminili: Lieta[3][4]
- Latino: Laetus[1][2]

Varianti del femminile
- Greco antico: Λητώ (Leto)[5]
- Latino: Leto

## Origine e diffusione
È un nome di scarsa diffusione; il maschile e il femminile sono in realtà due nomi omografi con tradizioni onomastiche differenti.
Il maschile, presente anche nella forma Lieto e dotato di un femminile in Lieta, continua il nome augurale latino Laetus, basato sull'omonimo aggettivo che vuol dire "lieto", "felice", "gioioso", ed è quindi affine etimologicamente a Letizia e per semantica a Felice, Allegra, Ilario ed altri. È attestato solo nel Nord Italia, specie nella zona di Udine, e in Toscana.
Il femminile, invece, riprende il nome di Leto (in greco Λητώ), la madre di Apollo e Artemide nella mitologia greca, nota ai romani come Latona. L'etimologia è incerta; potrebbe essere derivato dal greco ληθω (letho, "nascosto", "dimenticato"), λήθη (lḗthē, "oblio", "dimenticanza") o λήθειν (lḗthein, "dimenticare"), quindi "la nascosta", "la riserbata".

## Onomastico
L'onomastico si può festeggiare in memoria di più santi, alle date seguenti:
- 1º settembre, san Leto, diacono a Dax[8][9]
- 6 settembre, san Leto, vescovo e martire in Africa sotto Unerico[8][10]
- 5 novembre, san Leto (in francese san Lié), monaco presso Orléans, consigliere spirituale di san Leonardo di Noblac[1][8][11][12]

Il nome femminile invece risulta adespota, cioè non portato da nessuna santa, e l’onomastico può essere festeggiato il 1º novembre, giorno di Ognissanti, questo perché, seppur omografo, non è in alcun modo collegato al maschile.

## Persone

### Maschile
- Leto Casini, presbitero italiano
- Leto Chini, pittore italiano
- Leto Guidi, monaco italiano
- Leto Marcellino, arcivescovo cattolico italiano
- Leto Morvini, politico e avvocato italiano
- Leto Prunecchi, calciatore italiano

## Il nome nelle arti
- Leto Atreides e Leto Atreides II sono personaggi del Ciclo di Dune scritto da Frank Herbert.
- Laeta, personaggio della serie televisiva Spartacus.
- Leta Lestrange è un personaggio apparso nel film del 2018 Animali fantastici - I crimini di Grindelwald, diretto da David Yates.